# Imeritukanett
Imeritukanett (Selenidera nattereri) är en fågel i familjen tukaner inom ordningen hackspettartade fåglar.

## Utbredning och systematik
Imeritukanett förekommer från östra Colombia och södra Venezuela till nordvästra Brasilien.

## Status
IUCN kategoriserar arten som livskraftig.

## Namn
Fågelns vetenskapliga artnamn hedrar Johann Natterer (1787-1843), österrikisk zoolog och samlare av specimen, boende i Brasilien 1817-1835. Fram tills nyligen kallades den även natterertukanett på svenska, men justerades 2022 till ett mer informativt namn av BirdLife Sveriges taxonomikommitté.